# Путилівка (Нікопольський район)
Пути́лівка — село в Україні, в Нікопольському районі Дніпропетровської області. Входить до складу Покровської сільської громади. 
До 2020 року орган місцевого самоврядування — Новософіївська сільська рада. Населення — 301 мешканець.

## Географія
Село Путилівка знаходиться на відстані 1 км від села Новософіївка. По селу протікає пересихаючий струмок з загатою.

## Населення

### Мова
Розподіл населення за рідною мовою за даними перепису 2001 року:
| Мова            | Кількість | Відсоток |
| --------------- | --------- | -------- |
| українська      | 285       | 94.68%   |
| російська       | 15        | 4.99%%   |
| інші/не вказали | 1         | 0.33%    |
| Усього          | 301       | 100%     |